# Михайловское сельское поселение (Кантемировский район)
Михайловское сельское поселение — муниципальное образование в Кантемировском районе Воронежской области.
Административный центр — село Михайловка.

## Административное деление
В состав территории Михайловского сельского поселения входят следующие населенные пункты: 
- село Михайловка,
- село Куликовка,
- хутор Златополь,
- хутор Новопавловка,
- хутор Солонцы,
- хутор Васильевка.